# Bull Mountain, Oregon
Bull Mountain là một cộng đồng chưa hợp nhất trong quận Washington, Oregon, Hoa Kỳ. Bull Mountain nằm phần lớn trên một ngọn đồi mà cộng đồng được đặt tên theo nó. Phía đông giáp Tigard, phía nam giáp King City. Beaverton nằm ở phía bắc. Phần đất đông bắc của đồi Bull Mountain hiện thời nằm trong địa giới của thành phố Tigard khi thành phố này dần dần sáp nhập các phần đất của khu chưa hợp nhất này nằm trên ranh giới của nó.